# Арконада, Сесар Муньос
Се́сар Муньо́с Аркона́да (исп. César Muñoz Arconada; 5 декабря 1898, Астудильо, провинция Паленсия Испания — 10 марта 1964, Москва) — испанский писатель, поэт, журналист, редактор, переводчик. Политэмигрант в СССР с 1939 года.

## Биография
Сын журналиста. Член Коммунистической партии Испании с 1931.
В 1927—1932 редактировал литературное обозрение «La Gaceta Literaria» , ставшее основной платформой для выражения идей Поколения 27 года.
Активный участник гражданской войны в Испании (1936—1939). Печатался во фронтовой антифашистской прессе.
С мая 1939 года жил в СССР. В 1942—1964 годах — редактор испанского издания журнала «Советская литература» («Literatura soviética»).
Умер в Москве в 1964 году. Похоронен на Введенском кладбище (12 уч.).

## Творчество
Сесар Арконада — один из ведущих представителей испанской литературной интеллигенции 1920-х годов. Был музыкальным и кинокритиком, автор одного из первых критических обзоров и книг, посвященных творчеству композитора Дебюсси (1926), актрисы Грета Гарбо (1926).
Яркий представитель социально-реалистического направления в испанской литературе.
Первые шаги в литературе автора обозначены ультраизмом, авангардным направлением в поэзии, влиянием сюрреализма.
Автор романов и сборников сюрреалистических стихов «Жажда» (1921), «Город» (1928), биографий артистов кино, книги о К. А. Дебюсси.
В романе «Турбина» (1930) обратился к изображению испанской деревни; создал революционные романы об испанском крестьянстве «Бедняки против богачей» (1933, рус. пер. 1934), «Раздел земли» (1934, рус. пер. 1937), в котором испанская деревня показана в период революционного подъёма испанского крестьянства. Многие стихи, роман «Река Тахо» (1938, рус. пер. кн. 1, 1941), за который был удостоен национальной литературной премии Испании, и цикл «Мадридские рассказы» (1942), посвящены гражданской войне в Испании. Трагедия «Мануэла Санчес» (1949) повествует о героине партизанского движения.
Наиболее важное из его творческого наследия: сборник рассказов «Испания непобедима» (1943), поэма «Долорес» (1945), трагедия «Мануэла Санчес» (1948), созданы в СССР.
Переводил на испанский произведения русской литературы. Участвовал (в качестве редактора и переводчика) в подготовке первого издания произведений украинского поэта Тараса Шевченко на испанском языке, вышедшее в Москве в 1964 году.